# Sneeuwwitje

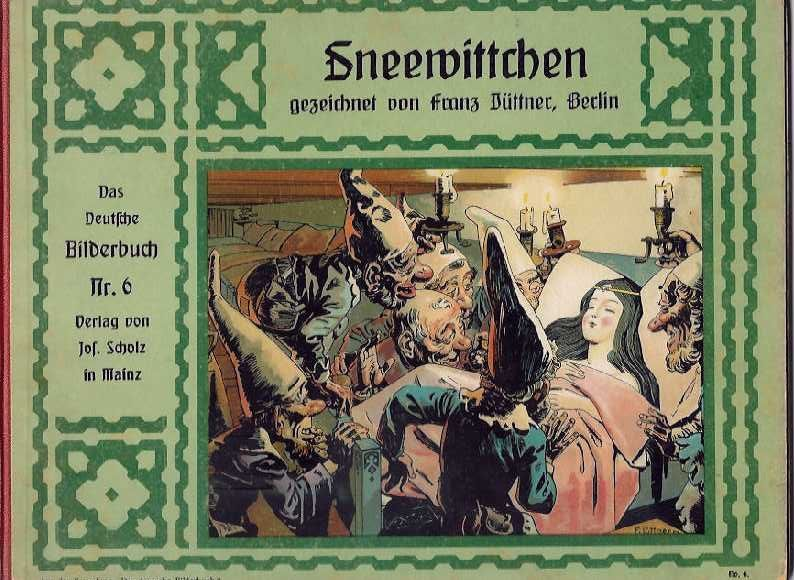
Sneeuwwitje, Verlag Josef Scholz-Mainz, circa 1910

Sneeuwwitje (en de 7 dwergen) is een sprookje dat in de 19e eeuw meermaals werd opgetekend door de Duitse gebroeders Grimm in hun boek Kinder- und Hausmärchen als KHM53 (ATU 709). De originele naam is Sneewittchen. Deze naam is een gedeeltelijke vertaling uit het Nedersaksisch, men heeft wel eens de Hoogduitse vorm Schneeweißchen voorgesteld en tegenwoordig is Schneewittchen gebruikelijk. De eerste editie van het verhaal verscheen in 1812, de zevende en laatste in 1857.
Het verhaal zelf is hoogstwaarschijnlijk ouder, maar de precieze oorsprong is onbekend. Er bestonden meerdere versies naast elkaar, die door de gebroeders Grimm werden samengebracht tot een nieuw geheel, dat ze tevens wat inkortten. Sindsdien is het wereldwijd een van de bekendste kindersprookjes geworden. Vanaf de 20e eeuw zijn er allerlei bewerkingen van gemaakt.

## Verhaal

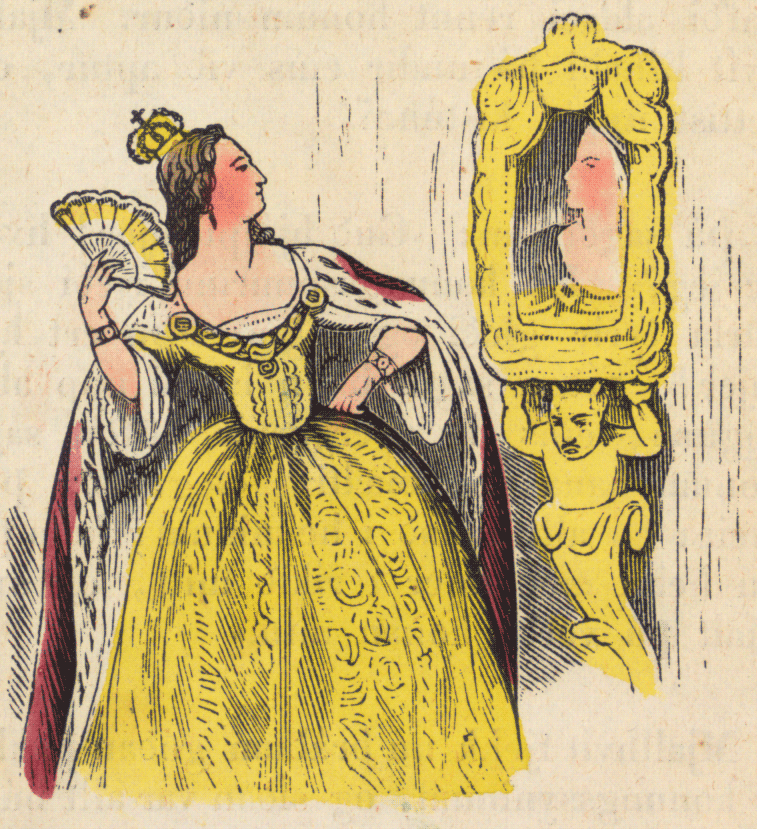
De hoogmoedige stiefmoeder en de magische spiegel

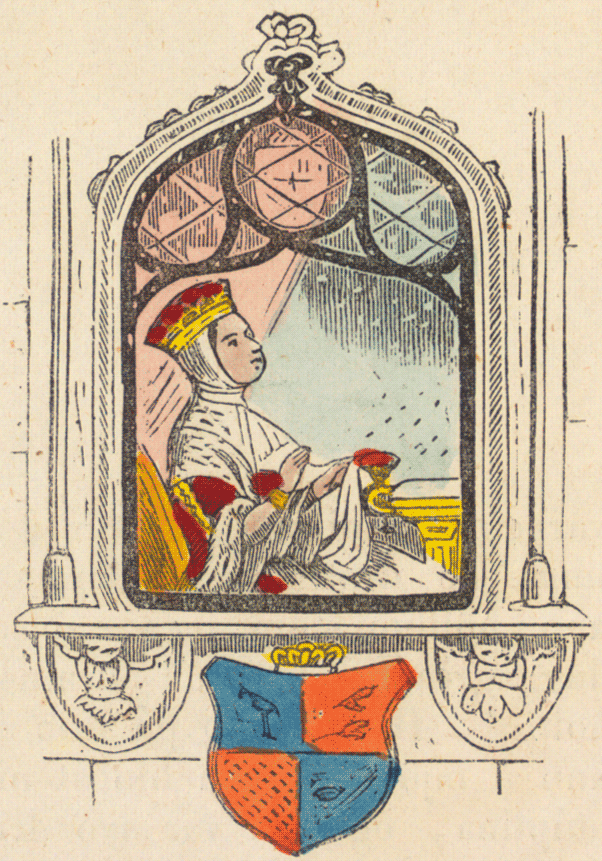
De koningin wil graag een kind en prikt zich aan de naald, drie druppels bloed vallen in de sneeuw.

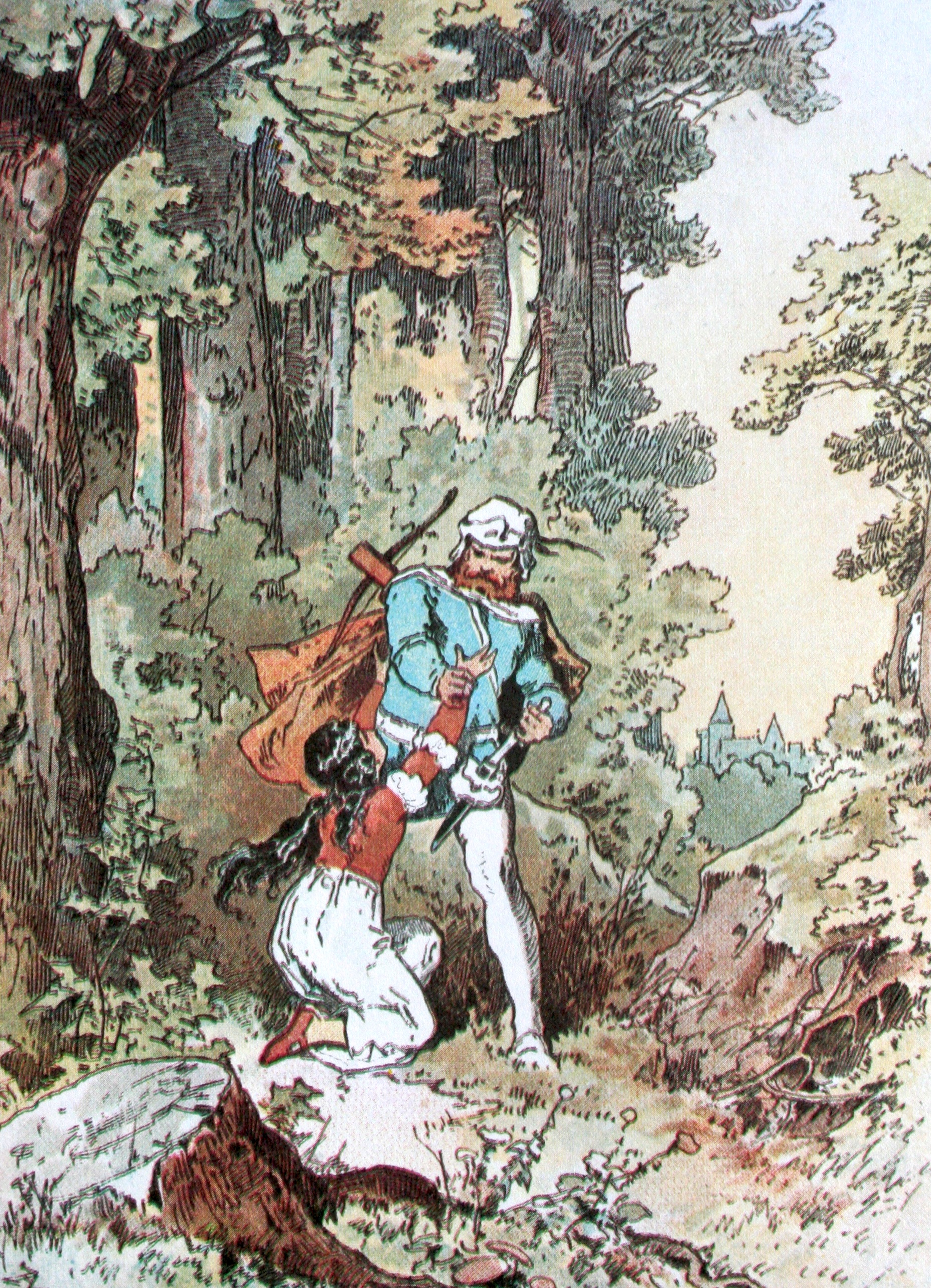
Sneeuwwitje smeekt de jager om haar niet te doden. Alexander Zick (1845-1907)

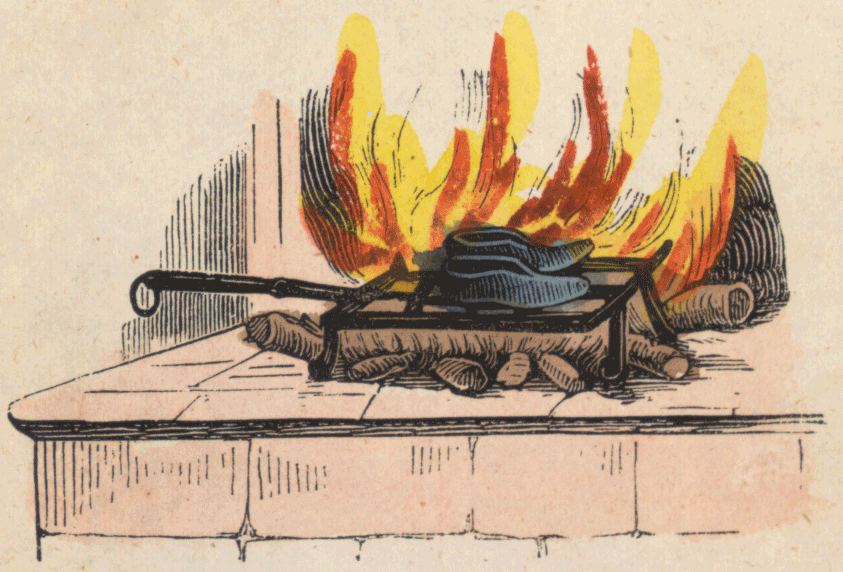
De ijzeren muilen

De onderstaande samenvatting volgt geheel de versie van de gebroeders Grimm.
Midden in de winter zit een koningin voor het raam met een kozijn van zwart ebbenhout, ze is bezig met haar naaiwerk. Buiten dwarrelen sneeuwvlokjes en veertjes naar beneden. De koningin prikt zich aan de naald en er vallen drie druppels bloed in de sneeuw. Dan bedenkt de koningin dat ze graag een kindje zou willen hebben met huid zo wit als sneeuw, lippen zo rood als bloed en haar zo zwart als het ebbenhout. Haar wens gaat in vervulling; enige tijd later bevalt ze van een dochtertje dat ze Sneeuwwitje noemt, omdat het kindje zwarte haren, bloedrode lippen en een sneeuwwitte huid heeft.
Dan sterft de koningin plotseling. Na een jaar trouwt de koning met een trotse, hoogmoedige en zeer ijdele vrouw die bovendien kan toveren. Ze kan het idee niet verdragen dat er iemand in het land mooier is dan zij. Iedere morgen vraagt ze aan haar toverspiegel wie de schoonste in het hele land is:
Spiegeltje, spiegeltje aan de wand, wie is de schoonste in het land?
En iedere keer antwoordt de spiegel dat zij, de koningin, dat zelf is.
Maar Sneeuwwitje groeit op en wordt steeds mooier. Wanneer ze zeven jaar is, is ze mooier geworden dan de koningin. De spiegel vertelt dus op een dag aan zijn eigenares dat Sneeuwwitje duizendmaal mooier is, waarop de koningin haar stiefdochter begint te haten. Ze laat een jager komen die ze de opdracht geeft Sneeuwwitje in het bos te doden en als bewijs met Sneeuwwitjes longen en lever terug te komen. De jager kan dit, wanneer hij eenmaal met Sneeuwwitje in het bos is, echter niet over zijn hart verkrijgen en hij laat haar ontsnappen. Hij vreest dat de wilde dieren haar zullen doden, maar is blij het in ieder geval niet zelf te moeten doen. Hij steekt een jong wild zwijn dood en neemt daarvan de lever en de longen mee. De koningin eet deze organen op en is ervan overtuigd dat Sneeuwwitje verdwenen is.
Sneeuwwitje zwerft een tijdlang wanhopig en bang door het bos. Ze komt uiteindelijk bij een klein huisje en besluit daarbinnen uit te rusten. In het huisje is niemand, maar alles is er netjes en Sneeuwwitje ziet zeven kleine borden met bestek, en zeven bedjes met sneeuwwitte lakens. Ze eet van elk bordje en uit elk bekertje drinkt zij wat wijn. Daarna gaat ze in een van de bedjes liggen, waar ze niet in past. Ze probeert ze allemaal, pas het zevende bedje blijkt de juiste maat te hebben.
Als het donker is, komen de bewoners van het huisje thuis. Het zijn zeven dwergen die overdag in de mijnen werken, op zoek naar erts en goud. Ze steken hun zeven lantaarntjes aan en zien dat er iemand in het huisje is geweest. Ze gaan op zoek en vinden Sneeuwwitje slapend in het zevende bedje. Ze zijn onder de indruk van haar schoonheid en besluiten haar te laten slapen. De zevende dwerg slaapt bij de andere dwergen in bed, elk uur bij een ander. De volgende ochtend stelt Sneeuwwitje zich aan de dwergen voor. Ze vertelt wat er is gebeurd en ze mag bij hen blijven, als ze voor de huishouding zorgt. Sneeuwwitje heeft het eten al klaar als de dwergen 's avonds terugkomen. De dwergen waarschuwen Sneeuwwitje nooit de deur open te maken als het licht is.
Intussen vertelt de toverspiegel aan de koningin dat Sneeuwwitje over de zeven bergen bij de zeven dwergen is. De koningin beseft dat de jager haar bedrogen heeft en besluit nu zelf in actie te komen. Ze vermomt zich als een oude koopvrouw (in sommige versies van het verhaal als een zigeunerin) en begeeft zich naar het huisje van de zeven dwergen. Ze biedt Sneeuwwitje rijgkoorden voor korsetten aan, waarop Sneeuwwitje haar nietsvermoedend binnenlaat. De koningin probeert Sneeuwwitje vervolgens te wurgen door haar korset (in sommige versies wordt een ceintuur gebruikt) heel strak dicht te maken en Sneeuwwitje valt neer. De dwergen komen 's avonds thuis en zien Sneeuwwitje liggen. Ze brengen haar weer bij bewustzijn door het korsetkoord door te knippen.
De koningin komt er thuis voor de spiegel achter dat haar plan is mislukt en verzint iets nieuws. Ze maakt een giftige kam en gaat opnieuw vermomd als koopvrouw naar het huisje. Als Sneeuwwitje de vrouw binnenlaat en de kam door haar haar haalt, valt ze vergiftigd neer. De dwergen vinden Sneeuwwitje 's avonds op de grond. Ze vinden ook de giftige kam en maken hem los, waarna Sneeuwwitje opnieuw bijkomt. De dwergen waarschuwen haar opnieuw.
De koningin hoort de volgende dag weer van de spiegel dat haar stiefdochter nog altijd in leven is. Ze maakt nu een giftige appel die er erg appetijtelijk uitziet, met een groene en een rode helft. Ze vermomt zich als een oude koopvrouw en gaat voor de derde maal naar het dwergenhuisje. Ze eet zelf van de niet-giftige groene helft van de appel, waarna Sneeuwwitje haar vertrouwt. Als Sneeuwwitje een hap neemt van de andere helft, valt ze ogenschijnlijk dood neer. De koningin lijkt dan toch in haar kwade opzet te zijn geslaagd, en de toverspiegel vertelt eindelijk weer aan zijn eigenares dat zijzelf de mooiste is van het land.
Als de dwergen thuiskomen en zien dat Sneeuwwitje niet meer ademt, doen ze haar jasje los, kammen haar haar en wassen haar met water en wijn, maar niets helpt. Ze leggen haar in een doorzichtige doodskist van glas en brengen haar naar een berg. Met gouden letters wordt op de kist geschreven wie ze is en de dieren treuren om haar. Sneeuwwitjes lichaam vergaat niet en ondanks het feit dat ze (schijn)dood is, is ze nog steeds wondermooi. Op een dag komt een koningszoon in het woud en hij ziet de doodskist met Sneeuwwitje erin op de berg. Betoverd door haar schoonheid vraagt hij de dwergen om de kist en is bereid ervoor te betalen. Als de kist weggedragen wordt, valt hij en het stukje giftige appel schiet uit de keel van Sneeuwwitje. Hierdoor wordt de betovering verbroken en Sneeuwwitje ontwaakt.
De koningszoon vraagt haar ten huwelijk en de bruiloft wordt voorbereid. De boze koningin wordt ook uitgenodigd voor het feest. Voordat ze vertrekt, vraagt ze aan haar spiegel nog eens wie de mooiste is in het land. De spiegel antwoordt tot haar grote schrik dat er een jonge koningin is die duizendmaal mooier is dan zij. Aangekomen op het feest herkent de boze koningin haar stiefdochter. Ze krijgt gloeiende ijzeren muilen aan en moet net zo lang dansen tot ze dood neervalt.

## Achtergronden bij het verhaal
- Het sprookje werd, ook in de versie in het Hoogduits, toch met de Nederduitse titel genoemd.
- In de eerste uitgave van de Kinder- und Hausmärchen (1812) is het niet de boze stiefmoeder die al het kwaad aanricht, maar Sneeuwwitjes eigen moeder.
- De kleuren wit, zwart en rood kunnen gezien worden als verwijzing naar de hemel, aarde en mens. Zie ook De raaf (KHM93).
- De alwetende spiegel stamt waarschijnlijk af van de toverspiegel uit de oudheid, waarmee voorspellingen werden gedaan, en is hierin vergelijkbaar met de glazen bol van een waarzegster.
- Het getal zeven heeft in veel culturen een magische betekenis. Het komt voor in vele verhalen zoals De wolf en de zeven geitjes (KHM5) en De zeven raven (KHM25), De prinses en de zeven ridders (een Russisch sprookje)[1] en ook bijvoorbeeld in de Bijbel.
- Het bos staat in kindersprookjes vaker symbool voor het leven, waarin de jonge hoofdpersoon/-personen zijn/haar/hun weg moeten zien te vinden. De precieze betekenis ervan is op verschillende manieren uitgelegd; zo zouden bossen de overgang van het kind-zijn naar de volwassenheid en bijbehorende zelfstandigheid kunnen symboliseren[2], dan wel een overgang naar het onbewuste, of het zich terugtrekken uit de beschaving[3].

## Mogelijke oorsprong
Omtrent de precieze ouderdom en herkomst van het verhaal bestaat geen eenduidigheid.

### Middeleeuwse sage
Volgens een theorie, geopperd door Wilhelm Grimm in het voorwoord van de Kinder- und Hausmärchen, is de kern van het verhaal te herleiden tot Snäfridr, een Noorse middeleeuwse sage over een mooie vrouw die sterft.

### Hessen
Het lijkt waarschijnlijk dat de basis van het verhaal zoals de gebroeders Grimm het optekenden gezocht moet worden in Hessen, meer specifiek het Waldecker Land. Hierover zijn verschillende theorieën aangevoerd, naast een aantal losse aanwijzingen:
De Duitse historicus Eckhard Sander beweerde in zijn essay Schneewittchen: Marchen oder Wahrheit? (1994) aanwijzingen te hebben dat de figuur van Sneeuwwitje geïnspireerd is op Margaretha von Waldeck, een in 1533 geboren Duitse gravin en de dochter van Philipp IV (de graaf van Waldeck), die voor haar stiefmoeder Katharina van Hatzfeld naar Brussel zou zijn gevlucht (historisch juist is echter dat ze op 16-jarige leeftijd door haar vader werd gestuurd). Ze ontmoette er de latere koning Filips II van Spanje, op wie ze verliefd werd. Ze stierf in Brussel op 21-jarige leeftijd, vermoedelijk door vergiftiging.
Een andere mogelijke verklaring, die wordt aangehangen door onder anderen Karlheinz Bartels, is dat een aantal elementen van het verhaal zijn gebaseerd op de lotgevallen rond Maria Sophia von Erthal, die in de 18e eeuw het Lohrer kasteel in Lohr am Main bewoonde. Dat het hele verhaal van Sneeuwwitje hierop zou teruggaan lijkt echter zo goed als onmogelijk, vermits er genoeg aanwijzingen zijn dat het verhaal al ouder is. De sprekende spiegel in de versie van de gebroeders Grimm is zeer waarschijnlijk geïnspireerd op Richilde, een sprookje van Johann Karl August Musäus. De Duitse schrijver/politicus Albert Ludewig Grimm publiceerde in 1809 (dus slechts enkele jaren voor de publicatie door de gebroeders Grimm) in zijn Kindermärchen een toneelstuk dat sterke gelijkenissen met het verhaal van Sneeuwwitje vertoont.
Het woud dat in het verhaal een centrale rol speelt doet denken aan de Spessart, het is daarom volgens velen goed mogelijk dat het verhaal zich hier oorspronkelijk afspeelde. De glazen kist en de glazen berg die voorkomt in sommige versies zijn wellicht verwijzingen naar het glasblazen, destijds een belangrijke bezigheid van de bewoners van het Spessartgebergte.

## Varianten
Er bestaan binnen Europa allerlei varianten van het verhaal. In sommige versies wordt Sneeuwwitje gered doordat de prins haar wakker kust.,. Sneeuwwitjes doodskist is in enkele versies van zilver in plaats van glas.
Grimm noemt in zijn voorwoord vijf varianten op het verhaal. In een versie snijdt de koningin zich tijdens het schillen van een appel in haar vinger, waarna het bekende verhaal volgt. In een andere versie rijden een graaf en een gravin in een koets door een besneeuwd landschap, waarop de graaf zich een sneeuwwit meisje wenst met bloedrode wangen en ravezwart haar. Even later komen ze Sneeuwwitje tegen die precies zo'n meisje is, maar de gravin mag haar niet en dumpt haar weer met een list. In een derde versie gaat de koningin zelf met Sneeuwwitje mee het bos in, geeft haar de opdracht om wat rozen te plukken en laat haar dan achter. In een vierde versie staan de dwergen op het punt Sneeuwwitje te cremeren als de prins langskomt en haar meeneemt (in deze versie lijkt Sneeuwwitje daadwerkelijk overleden te zijn). Een vijfde versie uit Wenen ten slotte verhaalt dat Sneeuwwitje in plaats van een boze stiefmoeder twee oudere zussen heeft, die afgunstig op haar zijn omdat zij de mooiste van de drie is. De zussen sturen haar met wat water en brood het bos in en proberen haar later te vergiftigen. Sneeuwwitje komt een glazen berg tegen en ontmoet daar de dwergen.
Hoewel het zwarte haar van Sneeuwwitje een belangrijk thema is, lijkt het erop dat ze in bepaalde vroege versies blond haar heeft. Zo staat ze ook nog afgebeeld op de voorkaft van Mein erstes Märchenbuch van Wilhelm Effenberg (illustraties van Carl Offterdinger en Heinrich Leutemann).

## Parallellen met andere sprookjes
- Ook in De zeven raven (KHM25) neemt een meisje iets uit zeven bordjes en bekertjes.
- In het Russische sprookje De prinses en de zeven ridders[10] komt de prinses in het bos in het huisje van zeven ridders. De boze tsarina bezoekt haar, vermomd als oud vrouwtje en biedt haar een vergiftigde appel. Ze bijt er in en valt als dood op de grond. De zeven ridders dragen de slapende prinses in een kristallen kist naar een rotsspelonk, waar ze de kist aan vier gouden kettingen hangen. Prins Igor zoekt zijn prinses en zoekt raad achtereenvolgens bij de zon, de maan en de wind. De wind wijst hem de weg naar de spelonk en Igor slaat er met zijn zwaard de kristallen kist stuk, waarna ze elkaar om de hals vallen.
- In het Turkse sprookje De zeven broers[11] doet een meisje het huishouden in het huisje van haar zeven broers. Een Tante, die een reuzin is, steekt een tand van haar onthoofde zoon in de voet van het meisje, waardoor ze neervalt. Haar moeder ontdekt de tand in haar voet en als ze die eruit trekt, leeft het meisje weer.
- In het Marokkaanse sprookje Het Lichtkasteel[12] zijn er zeven reuzen bij zeven bergen, die uit dank de hoofdpersoon, Habbat er-roumane (Granaatappelpit), raad geven hoe hij de 'Vogel die de zorgen verjaagt' kan vangen. Habbat er-roumane had de klitten uit hun haar geknipt, zeven broden op hun knieën gelegd en met zeven kammen het haar uit hun ogen gekamd. De zeven dwergen wonen ook achter de zeven bergen.
- Vaker werden jonge vrouwen in slaap gebracht in sprookjes, zie ook Magische plaatsen en planten. Meerdere malen wordt hierbij verwezen naar de doornappel (als giftige appel), zelfs Eva zou volgens verhalen verleid zijn van deze appel te eten. Het thema van de betoverde of giftige appel kwam in de tijd van de heksenvervolging vaak aan bod.[13] In de Griekse mythologie bezorgt Eris een gouden appel met het inschrift "Voor de mooiste" tijdens een huwelijksfeest waarvoor zij niet was uitgenodigd. Hierdoor ontstaat een strijd tussen Hera, Athena en Aphrodite. De appel speelt ook een rol in andere sprookjes van Grimm (De twee gebroeders (KHM60), De goudkinderen (KHM85), De groente-ezel (KHM122), De koningszoon die nergens bang voor was (KHM121)).
- Ook in het Engelse sprookje Goudlokje en de drie beren eet een meisje van de bordjes in een onbekend huisje en valt in slaap op het laatste bedje, omdat ze niet in de andere past.
- De drie druppels bloed komen in meer sprookjes voor, zoals Vrijer Roland (KHM56), en ook hier moet de boze vrouw dansen tot ze dood is. Ook Van de wachtelboom (KHM47) vertoont een aantal opvallende overeenkomsten met het verhaal van Sneeuwwitje. Ook hier is sprake van een kind zo rood als bloed en zo wit als sneeuw en een kwaadaardige stiefmoeder.
- Vogels staan vaak voor de ziel en reis naar de onderwereld. De duif kan staan voor een engel. Raven worden beschouwd als gedachten van hogere wezens, denk ook aan de raven van Wodan (Huginn en Muninn). Ze spreken enkel in de nacht en worden gehoord door iemand die waakt, als anderen slapen. Dit kan duiden op een ander bewustzijn.
- Ook in De drie talen (KHM33) moet iemand in het bos worden gedood, maar krijgt de kans om te ontsnappen. Zie ook Het meisje zonder handen (KHM31).
- De glazen kist op een berg doet denken aan een glazen berg, zie ook De zeven raven (KHM25) en De raaf (KHM93).
- In Rozenlachjes en pareltranen wordt een meisje door toedoen van een slechte tante en een heks ook in een bewusteloze toestand gebracht. Zij wordt in een kast op een berg gestopt en later gevonden door de zoon van de padisha.
- In het sprookje Doornroosje raakt de protagoniste eveneens in een langdurige slaap, een soort coma die enkel door een liefdeskus kan worden verbroken. Dit motief kan worden uitgelegd als een rite de passage, waarbij de langdurige slaap een liminale periode vertegenwoordigt, in dit geval de overgang naar de volwassenheid.[14]
- In de Popol Vuh, het heilige boek van de Maya's, moest Ixquic gedood worden door vier uilen, maar in plaats van haar hart, brachten ze het sap van de Roodschuimboom in een jicaravrucht naar de Heren van Xibalba (onderwereld).[15] Sneeuwwitje wordt niet door de jager gedood, terwijl dat wel zijn opdracht was, en hij schiet een hert om diens longen en lever aan de boze stiefmoeder te laten zien.[16]
- In een Babylonische mythe daalde Inanna (Ishtar, Venus) af in de onderwereld van haar zuster, de godin Ereshkigal met de zeven rechters (galli). Ze werd uiteindelijk gered door Dumuzi, die haar plaats innam.[17]

## Adaptaties

### Verfilmingen
Sinds het begin van de 20e eeuw zijn er tientallen verfilmingen en anderszins voor tv/video geschikte bewerkingen van het verhaal gemaakt. De allereerste verfilming verscheen in 1902 in de VS. Zeer bekend is de op 21 december 1937 door Walt Disney uitgebrachte tekenfilm Sneeuwwitje en de Zeven Dwergen, tevens de allereerste tekenfilm die langer dan een uur duurt. Disney ontving voor deze film een speciale Academy Award, de Honorary Award. In maart 2025 bracht Disney ook een gelijknamige live-action remake uit, deels gebaseerd op de oorspronkelijke tekenfilm.
Op basis van het sprookje zijn meerdere live-action-films gemaakt. In 2012 verschenen er meerdere verfilmingen: Mirror Mirror, Grimm's Snow White en Snow White and the Huntsman. Een korte Nederlandse verfilming bestaat in de vorm van Sneeuwgebitje en de 7 Tuinkabouters.
Een parodie op Sneeuwwitje verscheen in de DreamWorks Animation films Shrek, in een niet-sprekende rol, en Shrek 2, ingesproken door Amy Poehler en door Chantal Janzen in de Nederlandse nasynchronisatie.

### Musicals
In 1998 vertolkte Chris Van Tongelen de rol van de prins in de Vlaamse musical Sneeuwwitje. Hij mocht Sneeuwwitje (gespeeld door de zangeres Sanne) niet kussen in de musical. Anne Mie Gils speelde de boze koningin. Aimé Anthoni (ook bekend als kabouter Klus) vertolkte de rol van haar hulpje Aimé. Frank Aendenboom was de verteller. In 2005 was er opnieuw een musical in Vlaanderen, met Davy Gilles in de rol van de prins. In 2024 kwam een nieuwe musical van Sneeuwwitje in Plopsaland.

## Trivia
- De vraag die de boze stiefmoeder aan haar toverspiegel stelt: "Spiegeltje, spiegeltje aan de wand, wie is de schoonste in het land", is waarschijnlijk de bekendste catchphrase uit het sprookje geworden.
- In The 10th Kingdom komt de kleinzoon van Sneeuwwitje voor, alsmede een geestverschijning van een volwassen versie van Sneeuwwitje.
- Sneeuwwitje en Rozerood is een ander sprookje opgetekend door Grimm, dat voor zover bekend geen enkele relatie heeft met Sneeuwwitje, behalve de naamsovereenkomst.
- Het vraagstuk omtrent de uiteindelijke oorsprong van het sprookje staat ook centraal in een in 2025 verschenen Suske en Wiske-verhaal, Het ware witje.

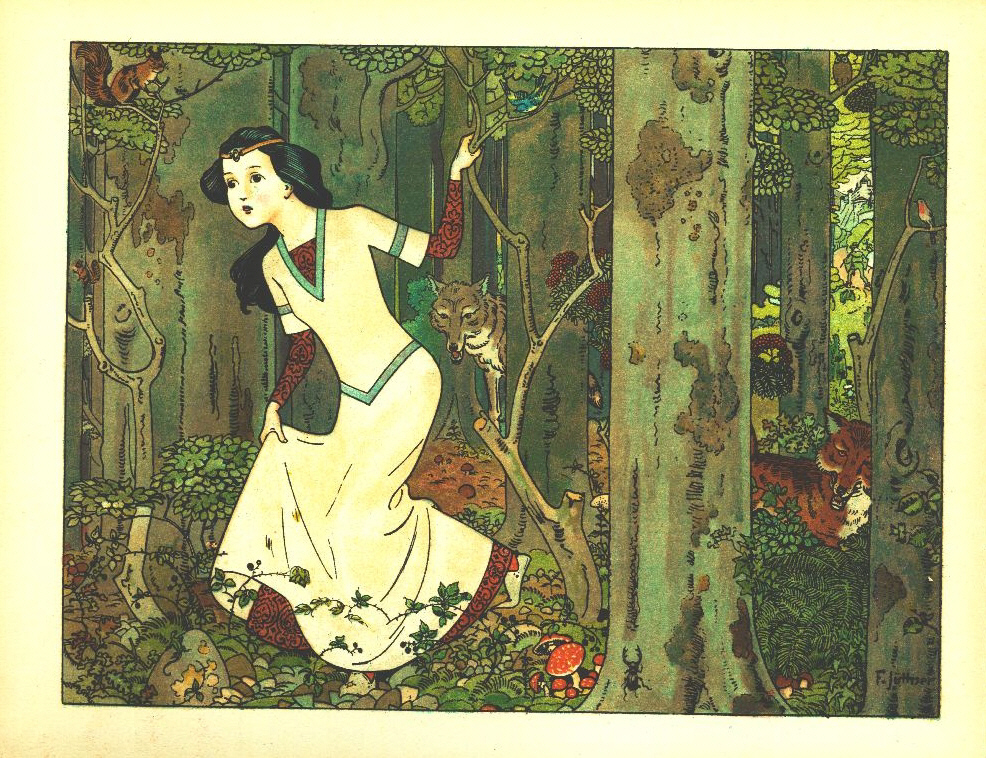
Sneeuwwitje in het bos met de wilde dieren
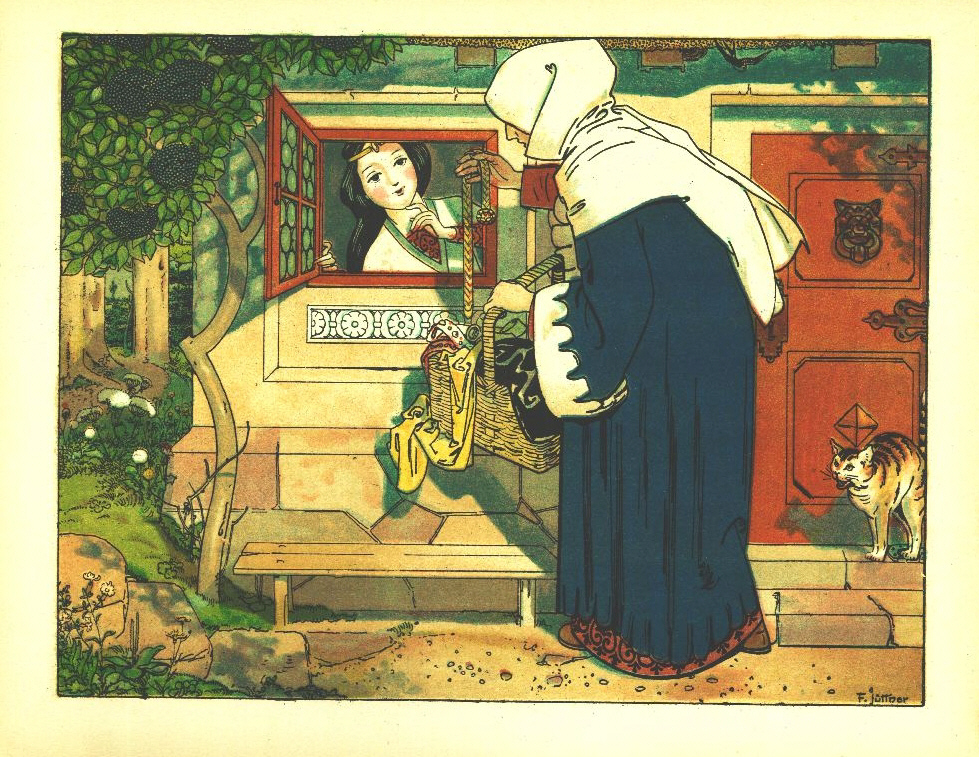
De heks komt vermomd als koopvrouw langs met het rijgsnoer
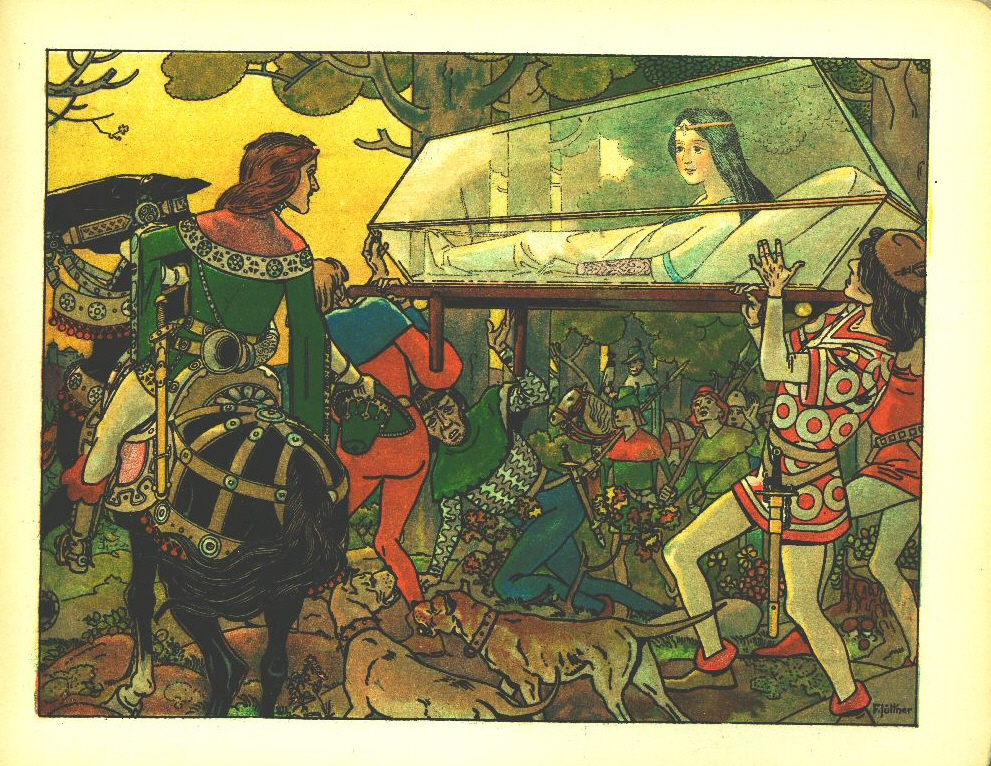
Sneeuwwitje wordt wakker, Franz Jüttner (1865–1925)
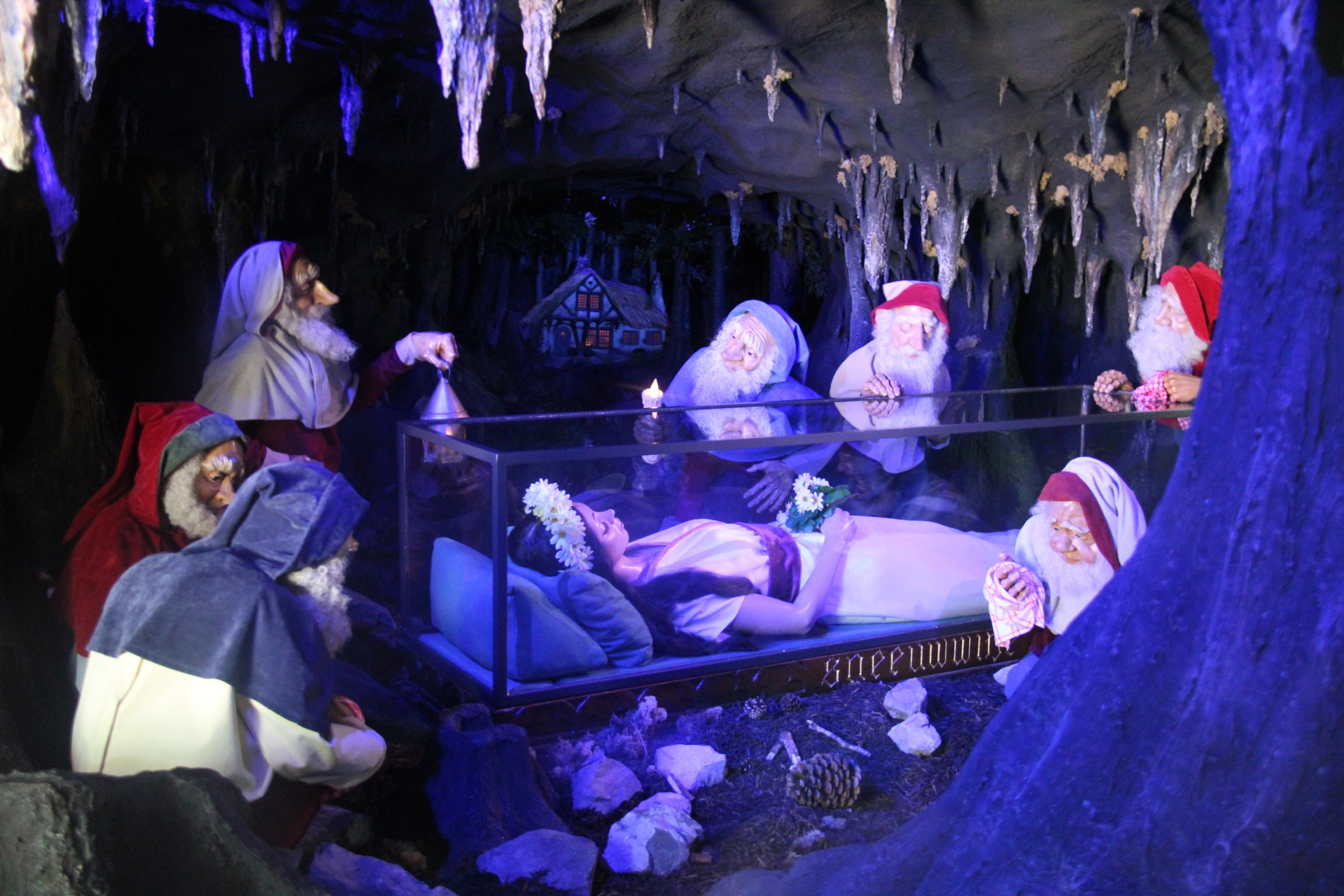
Sneeuwwitje in de glazen kist, in de Efteling
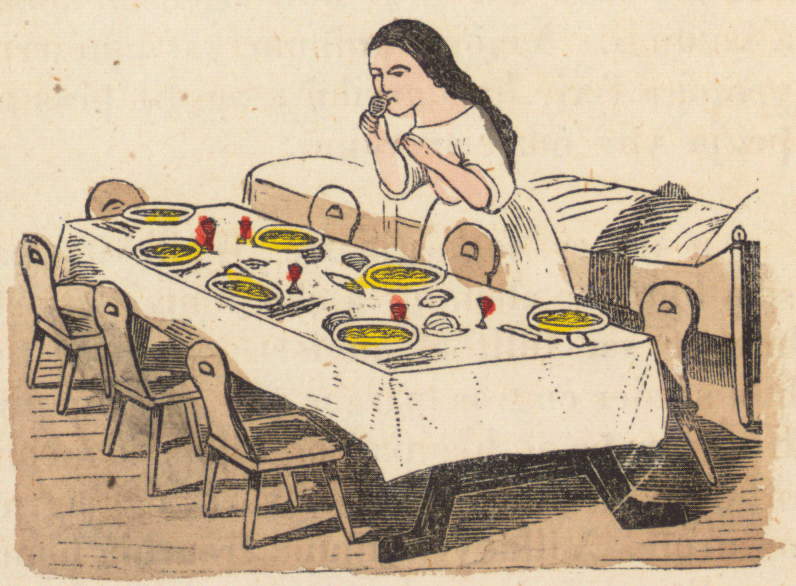
Sneeuwwitje eet van de zeven bordjes
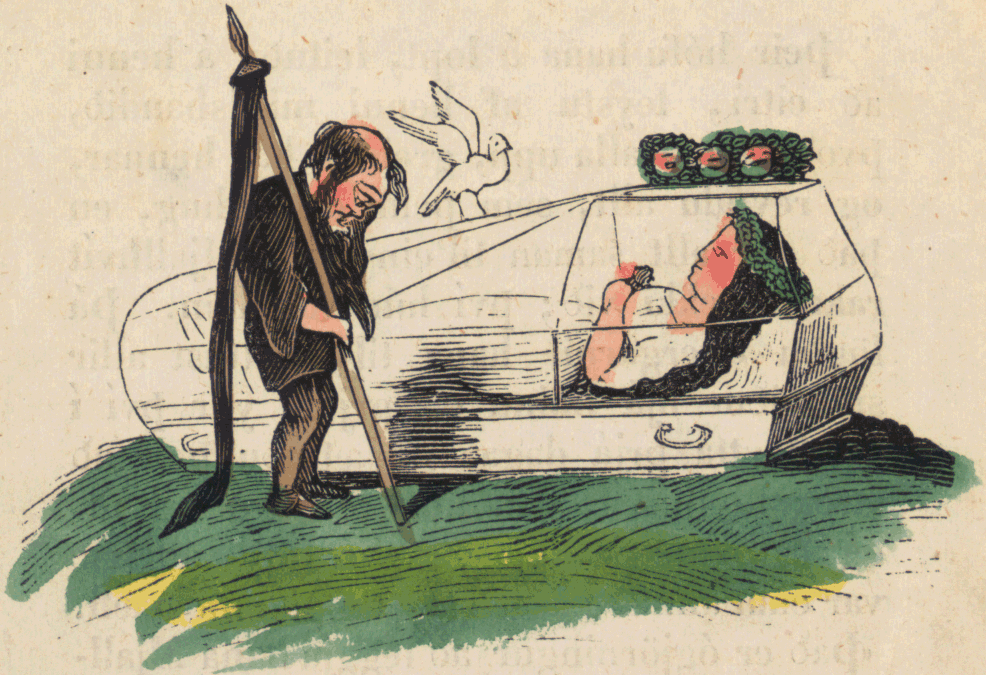
Sneeuwwitje in de glazen kist op de berg, ook een duif treurt
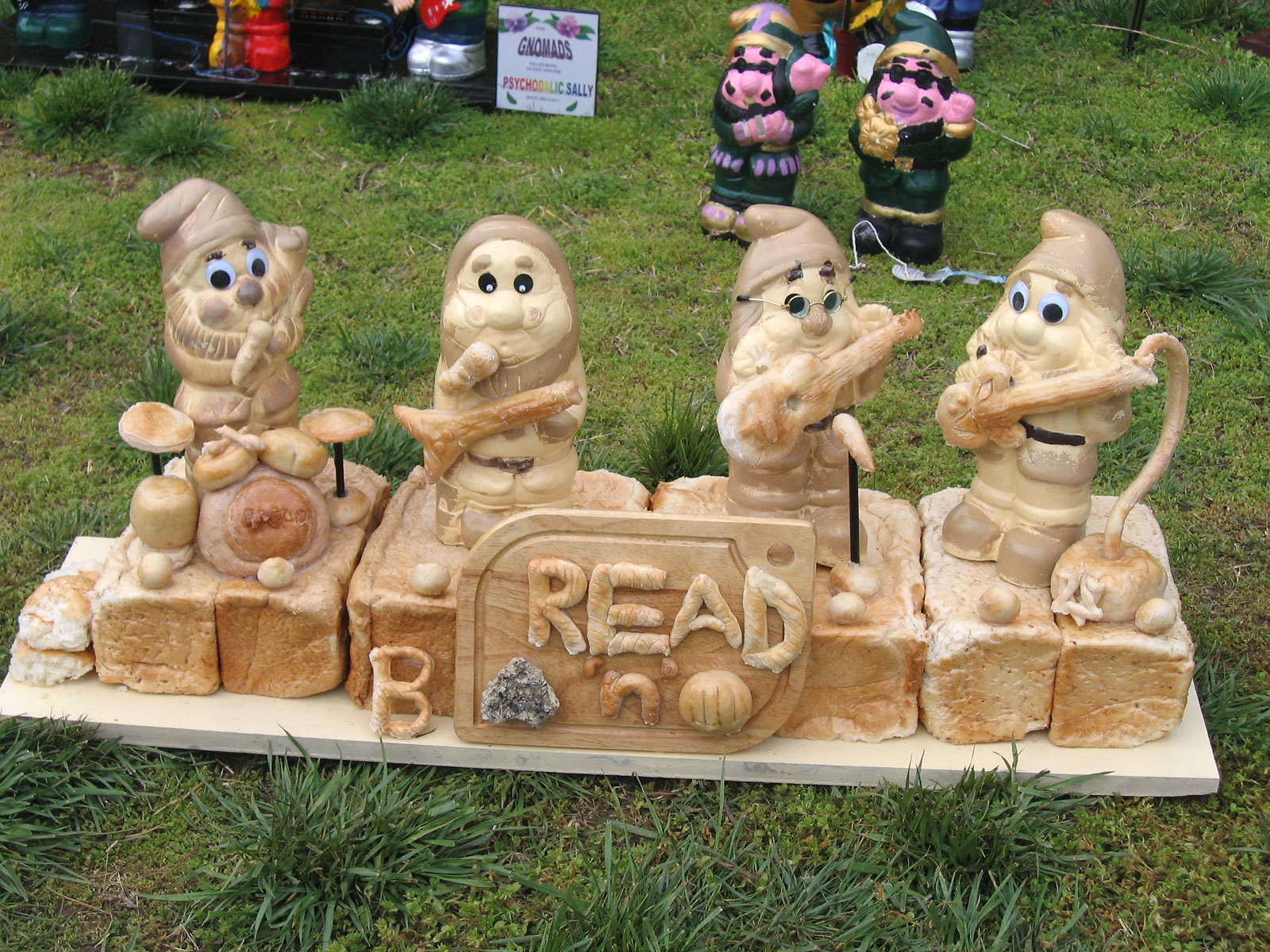
Vier van de zeven dwergen als tuinkabouters
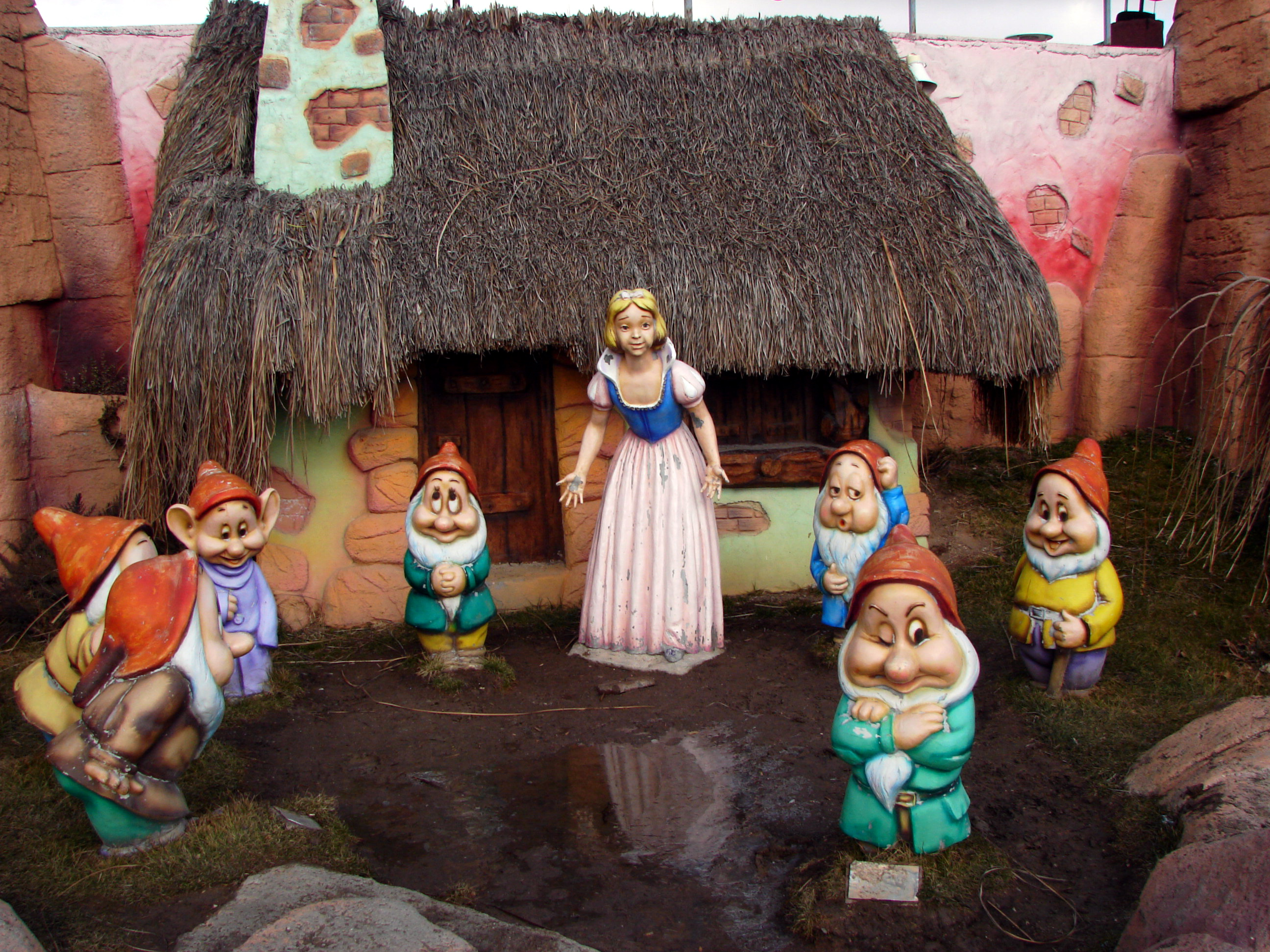
Sneeuwwitje en de zeven dwergen, Ankara – de dwergen zien eruit als in de Disney-film, maar Sneeuwwitje heeft blond haar
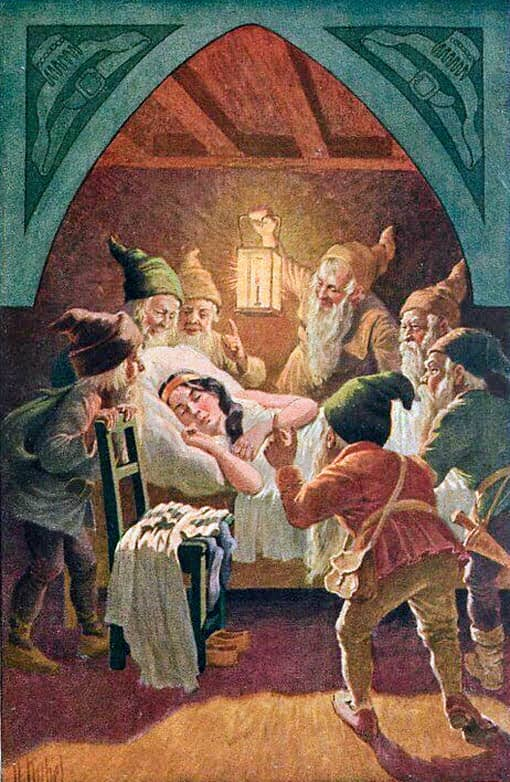
Illustratie door Otto Kubel, ca. 1930